# Alte Hahnenburg

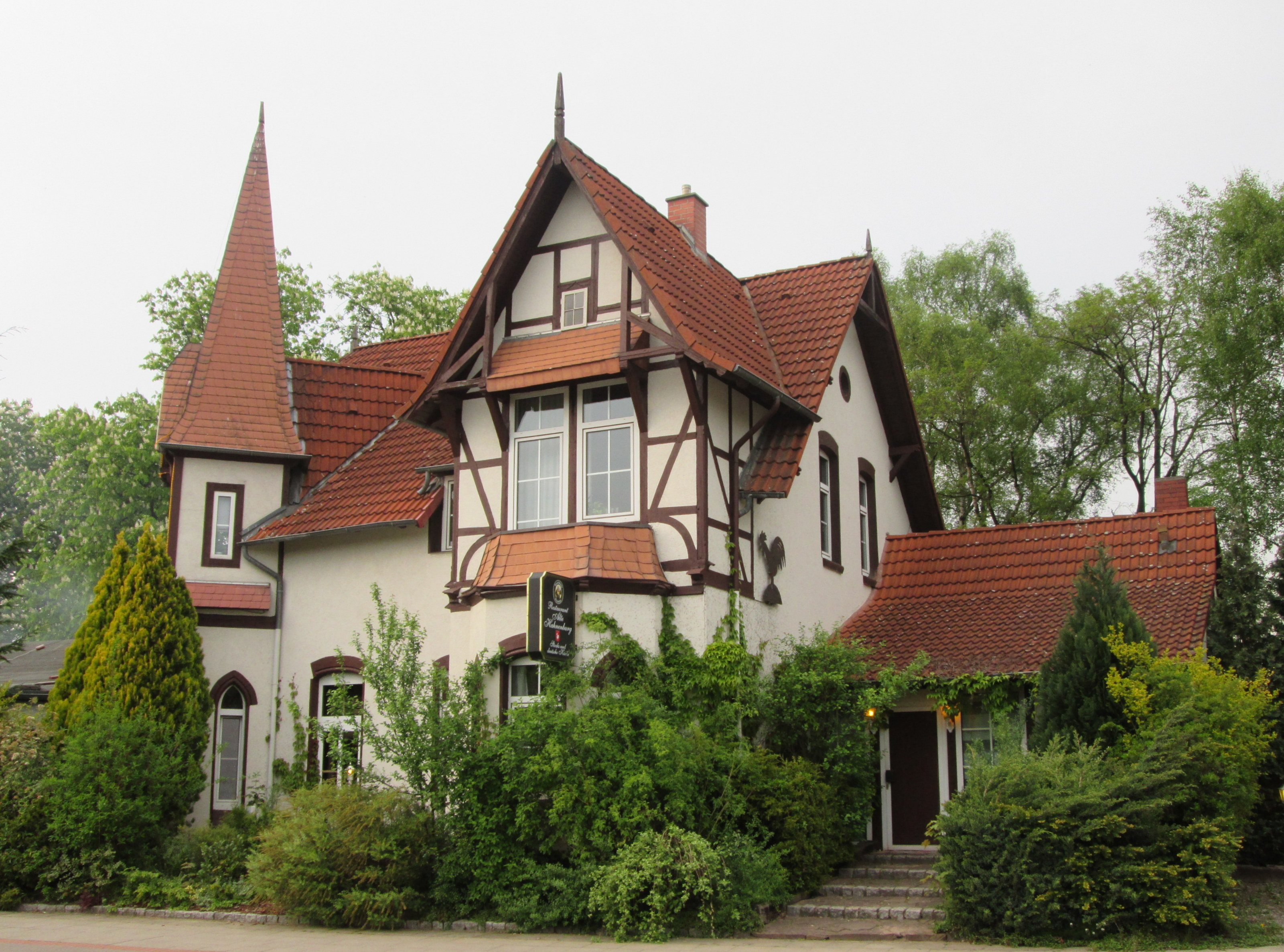
Das Restaurant an der Bemeroder Straße 63

Die Alte Hahnenburg in Hannover-Kirchrode ist ein gegen Ende des 19. Jahrhunderts errichtetes, heute denkmalgeschütztes Ausflugslokal und Restaurant. Das auch schlicht „Hahnenburg“ genannte, villenartige Gebäude an der Bemeroder Straße 63 markiert zugleich den Beginn der Besiedlung im Gebiet zwischen dem Bünteweg und der alten Landstraße von Hannover nach Bemerode.

## Geschichte und Beschreibung
Ab etwa 1895 entwarf der Architekt August Suffrian, ein Schüler von Conrad Wilhelm Hase, Pläne für eine Villa „inmitten von Feldern und Ödland etwa auf halben Wege zwischen Bischofshol [...] und Bemerode“.
Das Gebäude errichtete er im Stil der Villenarchitektur der damaligen Zeit, in seiner Größenordnung jedoch erheblich bescheidener. Dabei gestaltete er „die zur Straße orientierte Hauptfassade durch Türmchen, Erker, Balkone und eine hölzerne Zierkonstruktion im Giebel des Risalits“.

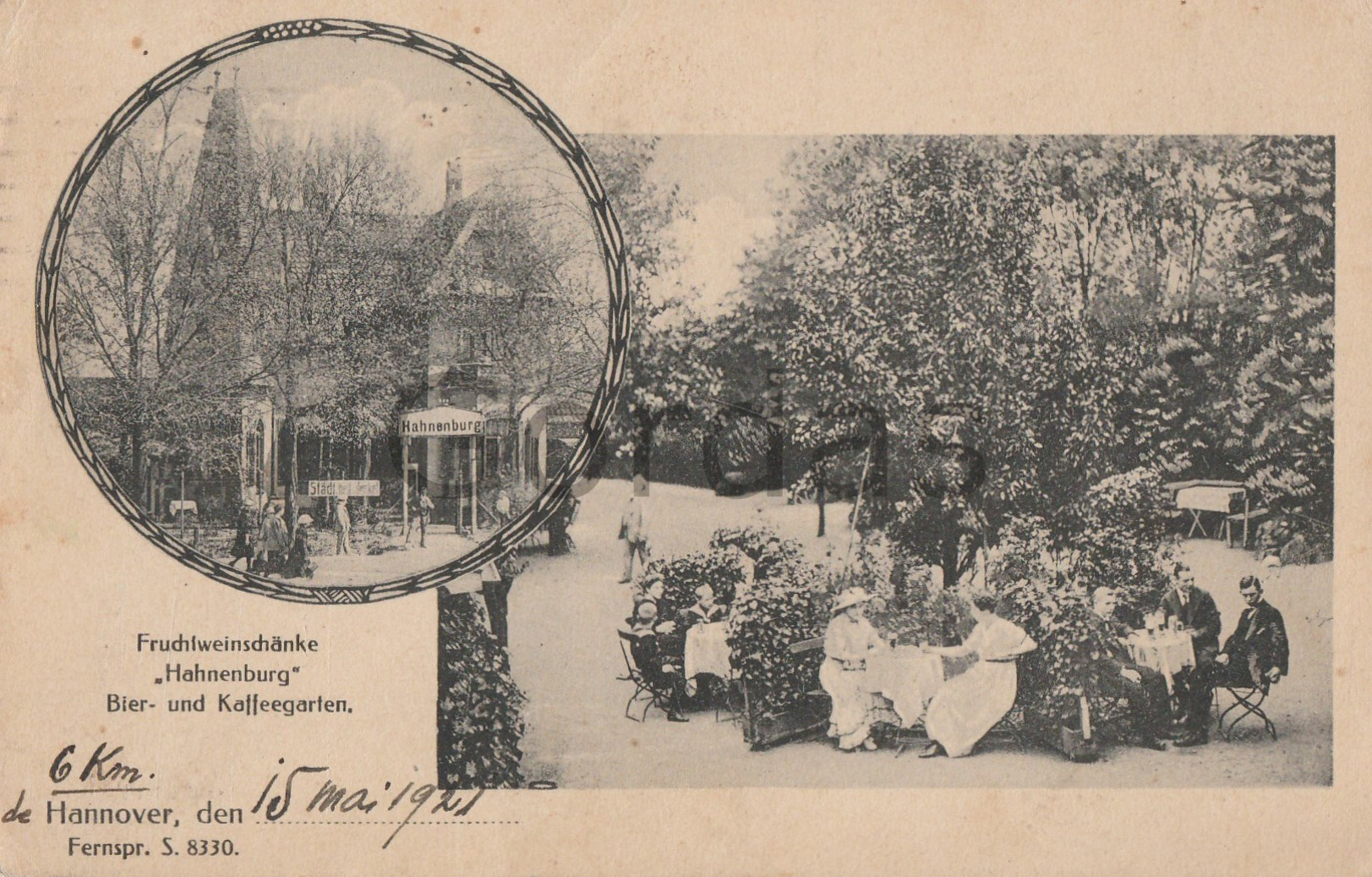
Außenanlagen der „Fruchtweinschänke ‚Hahnenburg‘ Bier- und Kaffeegarten“;
Ansichtskarte von 1919, Verlag Max Vandrey

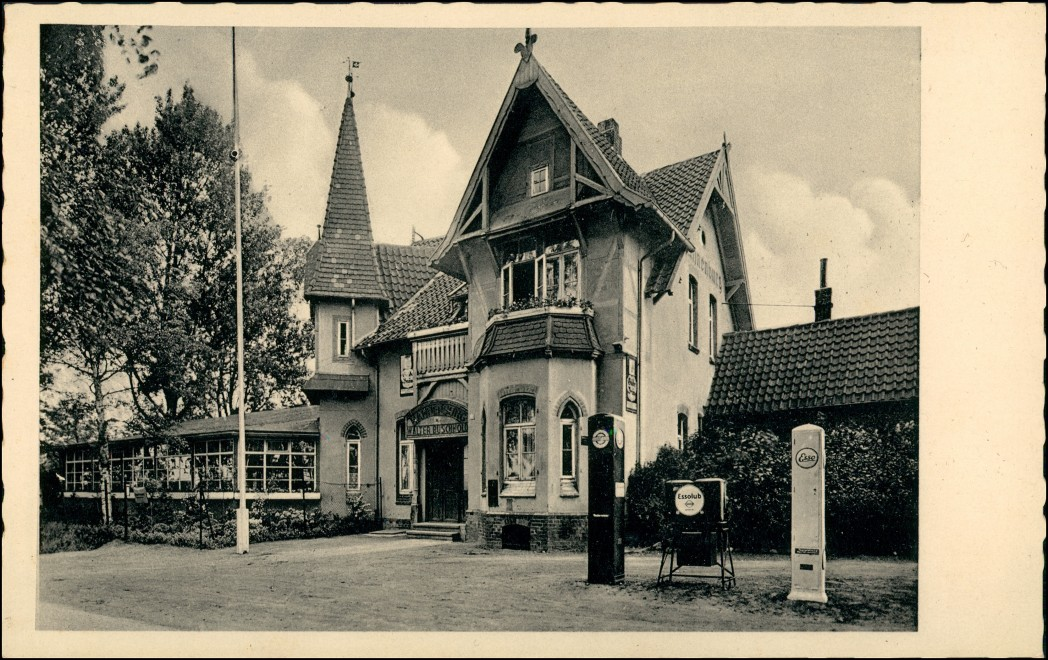
„Obstweinschänke“ von Walter Buschhold, davor eine Tankstelle mit frühen Zapfsäulen der Firma Esso;
um 1930, Verlag F. Astholz jun.

Bald nach der Fertigstellung verpachtete Suffrian seine Immobilie an Gustav Klingebiel, der dort dann eine Restauration eröffnete. Sie bildet ein typisches Ausflugslokal jener Zeit, „Anlaufpunkt für Reisende nach Hannover und Ausflügler, die dem Stadtlärm entgehen wollten.“ Doch erst einige Jahre später, nachdem Heinrich Hahn die Wirtschaft erworben hatte, erhielt die Einrichtung ihren noch heute gebräuchlichen Namen „Hahnenburg“, die Hahn erfolgreich als Fruchtweinschänke betrieb.
Zu den bekanntesten Gästen des Hauses zählte Hermann Löns, der im Turmzimmer einige seiner „Betrachtungen“ für hannoversche Zeitungen entwickelte.
1930 erwarb Gastwirt Walter Buschhold die Wirtschaft, die er im Zuge der „heranwachsenden“ Großstadt Hannover zur ersten „Erlebnisgastronomie“ umfunktionierte. Unter Buschholds Leitung entwickelte sich die Hahnenburg zu einer beliebten Tanzgaststätte mit
großem Bier- und Kaffeegarten. Die Außenanlagen besetzte er mit einem kleinen „Zoo“ mit Zwerghühnern, Fasanen und Pfauen – Hauptattraktion bildeten die beiden Affen „Eva“ und „Jonny“.
Im Zweiten Weltkrieg musste Buschhold 1940 „an die Front, der Gaststättenbetrieb wurde eingestellt.“ Dennoch warb das Adressbuch der Stadt Hannover von 1942 für die damals noch unter der Anschrift Bemeroder Straße 51 gelegene Vergnügungsstätte: „Täglich ab 20 Uhr Konzert u. Tanz.“
In der frühen Nachkriegszeit beschlagnahmten die Britischen Militärbehörden 1945 die Villa, die sie bis 1949 als „Sergeants-Messe“ unterhielten. Erst 1950 konnte Walter Buschhold das Lokal wieder eröffnen, der die Hahnenburg in den 1970er Jahren aus Altersgründen verpachtete.
Etwa aus jener Zeit stammen die beiden veränderten beziehungsweise hinzugefügten Anbauten an den Seiten des Hauses.
Nach einem Intermezzo als russisches Restaurant, bald auch als „Pfefferhäuschen“, übernahm zum Jahreswechsel 1987 die Urenkelin Buschholds, Anne Maria Gahbler, gemeinsam mit ihrem Lebensgefährten Klaus Neudahm die seitdem „Alte Hahnenburg“ genannte Einrichtung in Anknüpfung an die zuvor gepflegte Tradition des Familienbetriebs.
Im Frühjahr 1999 erhielt das historische Gebäude einen großzügigen Glaspavillon als Veranstaltungsraum, dessen Glasfronten sich zu einer offenen Gartenterrasse öffnen lassen.
Etwa Ende der 2010er Jahre übergab die Besitzerin Gabhler die Leitung des Restaurants an ihre Angestellte Tanja Machledt und deren Lebensgefährten David Stoppel, die die „Alte Hahnenburg“ renovierten und umgestalteten.

## An der Hahnenburg
Nördlich der Bemeroder Straße wurde im Jahr der Weltausstellung Expo 2000 ein alter Gartenweg zur Straße ausgebaut und „nach dem Flurnamen benannt, den auch die seit 1909 hier betriebene Gaststätte führt.“